# Фокус-покус (фильм)
«Фокус-покус» (англ. Hocus Pocus) — американский фэнтезийный комедийный фильм 1993 года с Бетт Мидлер, Сарой Джессикой Паркер и Кэти Наджими в главных ролях. В сентябре 2022 года вышло продолжение фильма — «Фокус-покус 2».

## Сюжет
На Хэллоуин 1693 года сёстры Сандерсон — Винифред, Мэри и Сара — заманили в свою хижину маленькую Эмили Бинкс, чтобы выпить её жизненную силу и стать молодыми. Её брата Текери, который пытался её спасти, они превратили в чёрного кота. Но местные жители схватили ведьм и повесили их. Однако Винифред перед повешением произнесла пророчество-проклятие, согласно которому, если девственник или девственница в ночь Хэллоуина зажжёт свечу с чёрным пламенем в их доме, то ведьмы встанут из могил и выпьют жизненные силы из всех детей в городе, чтобы самим стать вечно молодыми.
300 лет спустя в город переезжает семья Деннисон. Дом сестёр Сандерсон стал музеем, в котором всё осталось, как при их жизни, в том числе и свеча. Старший сын зажигает свечку, а его младшая сестра находит магическую книгу, ради которой ведьмы продали свои души. Огромный чёрный говорящий кот пытается помешать зажечь свечу, но дело сделано, и ведьмы возвращаются. Теперь у них есть время только до рассвета, чтобы вернуть книгу, проучить парня, кота и девочку и выпить жизненные силы из всех детей в городе. Поскольку коварным сёстрам суждено воскреснуть через 300 лет после казни за колдовство, им придётся привыкать к современным нравам. Делая всякие магические гадости, сёстры Сандерсон так увлекаются этим занятием, что забывают о своём хитром противнике — чёрном коте.

## В ролях
- Бетт Мидлер — Винни Сандерсон
- Сара Джессика Паркер — Сара Сандерсон
- Кэти Наджими — Мэри Сандерсон
- Омри Кац — Макс Деннисон
- Тора Бёрч — Дэни Деннисон (младшая сестра Макса)
- Винесса Шоу — Эллисон
- Шон Мюррей — Текери Бинкс (озвучивание Джейсон Марсден)
- Аманда Шеперд — Эмили Бинкс
- Ларри Бэгби — Эрни
- Тобиаш Элинек — Джей
- Кэтлин Фримен — мисс Олин
- Пенни Маршалл — камео
- Даг Джонс — Билли Бутчерсон, восставший из могилы

Роль Макса Деннисона первоначально планировалась для Леонардо Ди Каприо, но её получил Омри Кац, поскольку Ди Каприо в это время работал над фильмом «Что гложет Гилберта Грейпа». Роль Мэри Сандерсон предложили Рози О'Доннелл, но позже она сообщила, что отказала, поскольку не хотела выглядеть на экране страшной ведьмой.